# Yves Attal
Pour les articles homonymes, voir Attal.
Ne doit pas être confondu avec Yvan Attal.
 (décembre 2018).
Si vous disposez d'ouvrages ou d'articles de référence ou si vous connaissez des sites web de qualité traitant du thème abordé ici, merci de compléter l'article en donnant les références utiles à sa vérifiabilité et en les liant à la section « Notes et références ».
Yves Attal, né le 25 novembre 1948 à Paris et mort le 12 novembre 2015 dans la même ville, est un avocat et un producteur de cinéma français.

## Biographie

### Vie privée
Son père est Claude Attal (1916-1978), né à Tunis dans une famille juive tunisienne,, naturalisé français en janvier 1937,, résistant, pédiatre à l'hôpital Armand-Trousseau. 
Sa mère, Jeanine Weil (1920-2011) est issue d'une famille d'ashkénazes parisiens d'origine alsacienne (un de ses cousins éloignés est Théophile Bader, cofondateur des Galeries Lafayette,,,,). 
Yves Attal se marie en 1974 avec Véronique Blanchard, avec laquelle il a une fille. Divorcé, il se remarie en 1984 avec Marie de Couriss, dont il divorcera en 2000, et avec qui il a trois autres enfants, dont l'homme politique et ancien premier ministre français Gabriel Attal et deux sœurs cadettes.

### Parcours professionnel
Yves Attal commence sa carrière comme avocat. Il a également été journaliste au journal Le Monde pendant quelques années.
Il devient ensuite producteur de cinéma.
Il meurt d'un cancer foudroyant le 12 novembre 2015 dans le 14e arrondissement de Paris, à l'âge de 66 ans.

## Producteur
- 1991 : Talons aiguilles de Pedro Almodóvar
- 1993 : Action mutante d'Álex de la Iglesia
- 1994 : Le Monstre de Roberto Benigni
- 1995 : Miss Shumway jette un sort de Clare Peploe
- 1995 : Victory de Mark Peploe
- 1996 : Beauté volée de Bernardo Bertolucci
- 1998 : Déjà mort de Olivier Dahan